# Partido Socialdemócrata en la RDA
El Partido Socialdemócrata en la RDA (en alemán: Sozialdemokratische Partei in der DDR) fue un partido político en la República Democrática Alemana. Tras la reunificación, se fusionó con el SPD.

## Historia
A principios de 1989, los teólogos protestantes Markus Meckel y Martin Gutzeit tomaron la iniciativa de revivir al SPD, que en 1946 se había fusionado con el KPD, para formar el SED, en la RDA. 
El Partido Socialdemócrata en la RDA fue fundado oficialmente el 7 de octubre de 1989. En sus inicios, el partido utilizó las siglas SDP con el objetivo de evitar relacionarse con el SPD oriental fusionado en el SED y, al mismo tiempo, ser completamente independiente del SPD occidental. Dos meses después, dos representantes del SPD participaron en las Negociaciones de la Mesa Redonda entre el primer ministro Hans Modrow y los grupos de oposición. Las negociaciones resultaron en varios representantes de la oposición uniéndose al gabinete de Modrow en calidad de ministros sin cartera, hasta la realización de nuevas elecciones. Walter Romberg fue el ministro socialdemócrata en el gabinete.
A comienzos de 1990, el partido finalmente adoptó las siglas SPD y, durante su congreso en febrero de ese año, se eligió a Ibrahim Böhme como presidente del partido. En las elecciones generales de Alemania Oriental de 1990, el SPD obtuvo el 21.9 % de los votos y 88 escaños en la Cámara Popular. Una vez que esta se constituyó, Reinhard Höppner del SPD fue elegido vicepresidente de la misma. 
Posteriormente, el SPD se convirtió en socio de coalición de la Alianza por Alemania junto a la Asociación de Demócratas Libres, bajo el primer ministro Lothar de Maizière, ocupando seis cargos ministeriales. Ibrahim Böhme no formó parte del nuevo gobierno, tras conocerse sus conexiones con la Stasi. Posteriormente renunció como presidente del SPD y Meckel asumió como interino, hasta llegar a la presidencia Wolfgang Thierse. Willy Brandt, excanciller de la Alemania Occidental, fue elegido presidente honorario del partido.
El partido celebró su último congreso el 26 de septiembre de 1990, fusionándose aquel día con el SPD occidental.

## Resultados electorales
| Año  | # de votos     | % de votos | # de escaños obtenidos | +/– |
| ---- | -------------- | ---------- | ---------------------- | --- |
| 1990 | 2 525 534 (#2) | 21.9       | 88/400                 | 88  |